# Língua nhangu
A língua Nhangu (Nhaŋu) ou Yan-nhaŋu (Jarnango) é uma língua aborígine australiana falada pelo povo Yan-nhaŋu, habitantes das Ilhas dos Crocodilos na costa de Terra de Arnhem, no Território do Norte de Austrália. A língua Yan-nhaŋu pertence ao grupo linguístico Yolŋu Matha do povo Yolŋu do norte da Austrália. As variedades das duas Moietys são (a) Gorlpa e (b) Yan-nhangu.

## Variedades
Em Yan-nhaŋu existem seis variedades baseadas nos clãs (bäpurru), três das quais são Dhuwa e três são Yirritja. As variedades Dhuwa faladas hoje são as dos grupos Gamalaŋga, Gorryindi e Mäḻarra. Os falantes de yirritja Yan-nhangu pertencem aos patri-grupos Bindarra, Ngurruwulu e Walamangu das Ilhas dos Crocodilos..

## Fonologia
A fonologia Yan-nhaŋu a é típica das línguas Yolŋu, línguas Pama–Nyungan e línguas australianas em geral. Existem seis pontos de articulação com uma oclusiva e uma nasal em cada, bem como laterais, vibrantes e semivogais Também existe um fonema glotal e um sistema de três vogais comum nas línguas australianas.

### Consoantes
Yan-nhaŋu é escrito com seis surdas e seis plosivas sonoras. No entanto, essas não são contrastivas. Se ocorrer uma plosiva inicial de palavra, ela será escrita sonora, enquanto as finais serão escritas surdas. Yan-nhaŋu não contém nenhuma fricativa, o que é comum nas línguas australianas. As consoantes lamino-dentais não ocorrem no final de uma palavra, mas em geral são mais comuns do que suas contrapartes alveolares. Todas as consoantes estão representadas na tabela abaixo.
|             | Periférica | Periférica | Laminal    | Laminal    | Apical     | Apical    | Glotal |
| Bilabial    | Velar      | Palatal    | Dental     | Alveolar   | Retroflexa |           | Glotal |
| ----------- | ---------- | ---------- | ---------- | ---------- | ---------- | --------- | ------ |
| Oclusiva    | p, b /b/   | k, g /ɡ/   | tj, dj /ɟ/ | th, dh /d̻/ | t, d /d/   | t̠, ḏ /ɖ / | ' /ʔ/  |
| nasal       | m /m/      | ŋ /ŋ/      | ny /ɲ/     | nh /n̻/     | n /n/      | n̠ /ɳ /    |        |
| Vibrante    |            |            |            |            | rr /r/     |           |        |
| Lateral     |            |            |            |            | l /l/      | ḻ /ɭ /    |        |
| Aproximante | w /w/      | w /w/      | y /j/      |            |            | r /ɻ/     |        |

#### Vogais
Yan-nhaŋu segue o sistema típico de três vogais das línguas australianas, com três vogais curtas, cada uma com uma contraparte longa. As vogais longas só podem ocorrer na primeira sílaba de uma palavra. A tonicidade é sempre dada à primeira sílaba de uma palavra, independentemente da extensão da vogal.
| Curta | Longa  |
| ----- | ------ |
| a [a] | ä [aː] |
| i [i] | e [iː] |
| u [u] | o [uː] |